# Elecciones presidenciales de Colombia de 1878
Para las elecciones presidenciales de 1878 los dos sectores del Partido Liberal (radical y nacional) y aún el Partido Conservador, pactaron la elección de un candidato de consenso, recayendo la designación en el General Julián Trujillo Largacha, quien se encontraba en pleno tránsito del radicalismo al nacionalismo, y había sido candidato en 1872 y 1874.
| Foto | Candidato a presidente   | Partido o movimiento            | Votos estatales |
| ---- | ------------------------ | ------------------------------- | --------------- |
|      | Julián Trujillo Largacha | Liberal (con apoyo conservador) | 9               |

Durante este mandato, Rafael Núñez consolidó al "nacionalismo" como principal tendencia política del país.